# Tellier T.7
Il Tellier T.7 fu un idrovolante biplano da ricognizione marittima in alto mare e lotta antisommergibile sviluppato dall'azienda aeronautica francese Société A. Tellier et Cie di Neuilly-sur-Seine nella seconda metà anni dieci del XX secolo e rimasto allo stadio di prototipo.

## Storia del progetto
Il 14 gennaio 1918 la Section Technique de l'Aéronautique Maritime (STAé) pubblicò le specifiche per un idrovolante da pattugliamento marittimo in alto mare. I requisiti delle specifiche includevano un impianto propulsivo della potenza complessiva di 1000 CV, cinque membri dell'equipaggio, un'autonomia di cinque ore, e un armamento costituito da un cannone da 75 mm e due bombe da 120 chilogrammi. L'ingegnere Alphonse Tellier decise di rispondere alla specifica scegliendo come base di partenza per il nuovo idrovolante il precedente Tellier T.3. Per l'impianto propulsivo furono prescelti i motori a dodici cilindri Lorraine-Dietrich 12D con una potenza di 350 CV cadauno. Essi erano installati secondo il seguente schema: due esterni in posizione spingente e uno centrale in posizione traente. L'installazione del cannone da 75 mm, che al momento dello sparo aveva un rinculo di quasi un metro che l'affusto, ma soprattutto la fusoliera, doveva sopportare produceva un problema, cui si aggiungeva quello dell'espulsione del bossolo al momento dello sparo. Mentre vennero effettuati i test strutturali a terra da parte del servizio di artiglieria della marine nationale, Tellier effettuò da parte sua ulteriori prove chiedendo aiuto a Gabriel Voisin e al laboratorio del Conservatorio delle Arti e dei Mestieri di Parigi.

## Descrizione tecnica
Si trattava di un idrovolante a scafo centrale, con galleggianti stabilizzatori situati sotto l'ala inferiore costruito interamente in legno. La configurazione alare biplana, con formula sesquiplana, prevedeva dieci coppie di montanti di collegamento tra le due ali. La propulsione era affidata a tre motori Lorraine-Dietrich 12D a 12 cilindri, raffreddati a liquido, eroganti la potenza di 380 CV ed azionanti eliche quadripala lignee. L'equipaggio era formato da quattro persone, pilota e copilota posti, affiancati, in un abitacolo aperto, un motorista, e un cannoniere posizionato in un abitacolo aperto all'estremità anteriore delle fusoliera. L'armamento del velivolo consisteva in una cannone da 75 mm e sei bombe da 100 kg.

## Impiego operativo
Il prototipo del Tellier T.7 (o Tellier 1000 ch) decollò per la prima volta nel dicembre 1918 alimentato da tre motori Hispano-Suiza 8B da 250 CV. I collaudi si protrassero a Lavallois, sulla Senna, sino al gennaio 1919 e poi ripresero a cura degli ufficiali di marina del Centro per l'aviazione marittima (CAM) di Saint Raphaël nel mese di maggio. Nel dicembre del 1919 il prototipo ricevette i previsti motori Lorraine-Dietrich 12D e fu ridesignato Tellier T.8 (o Tellier 1100 ch Lorraine). Per altri due anni il velivolo fu utilizzato per voli di prova e dimostrazioni a fuoco con il suo cannone da 75 mm. Nell'aprile del 1920 il Tellier-cannon fu presentato al meeting aeronautico di Monaco destando molto interesse, ma non ottenne alcun ordine di produzione in serie.

## Utilizzatori
Francia
- Aéronautique navale

### Fonti
1. 1 2 3  Mancini 1936, p. 581.
2. 1 2  Aviafrance.
3. 1 2 3 4 5 6 7 8  Airwar.
4. 1 2 3 4 5 6  Hydroretro.
5. ↑  Williams, Gunstin 2003, p. 93.